# San Andrés (Abay)

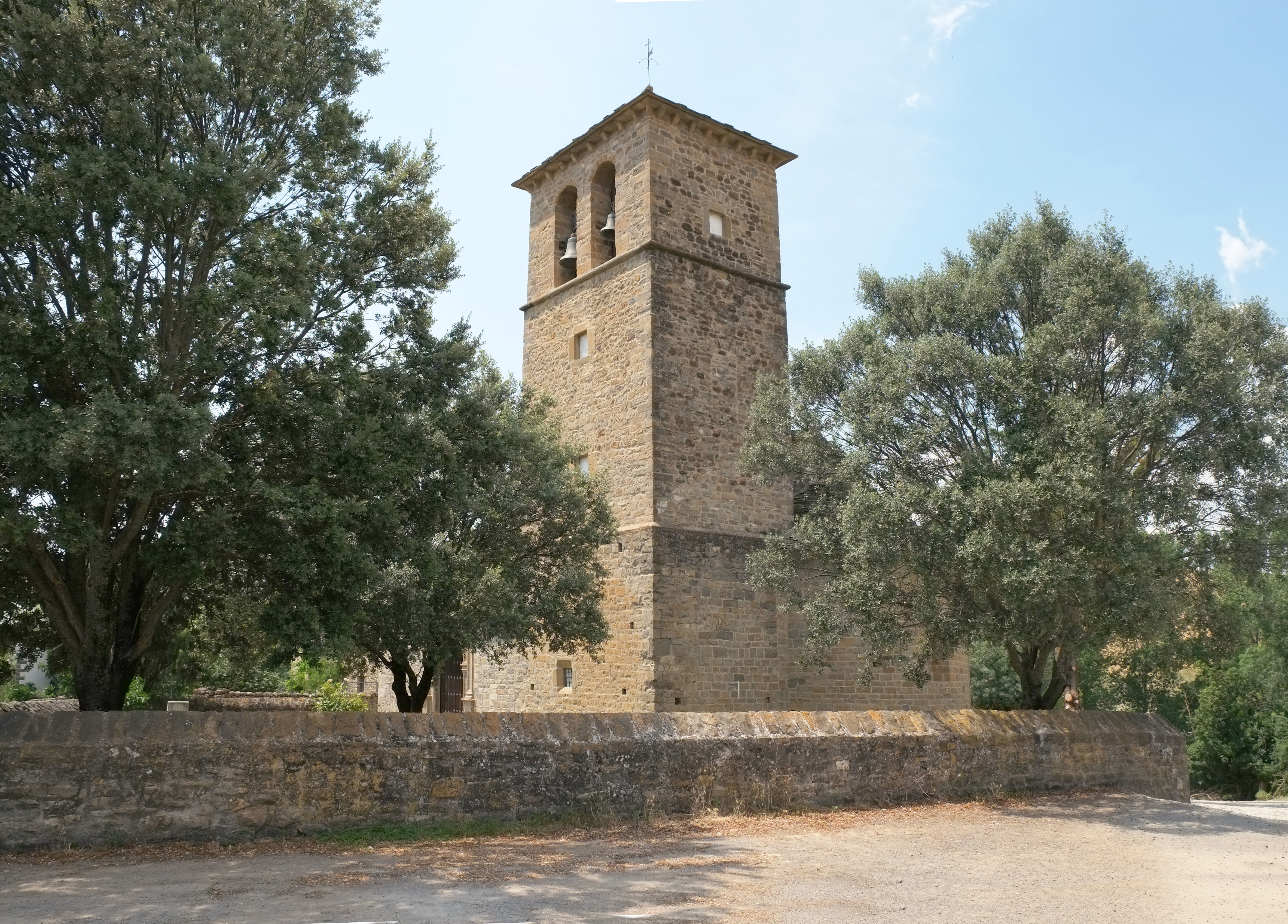
Pfarrkirche San Andrés

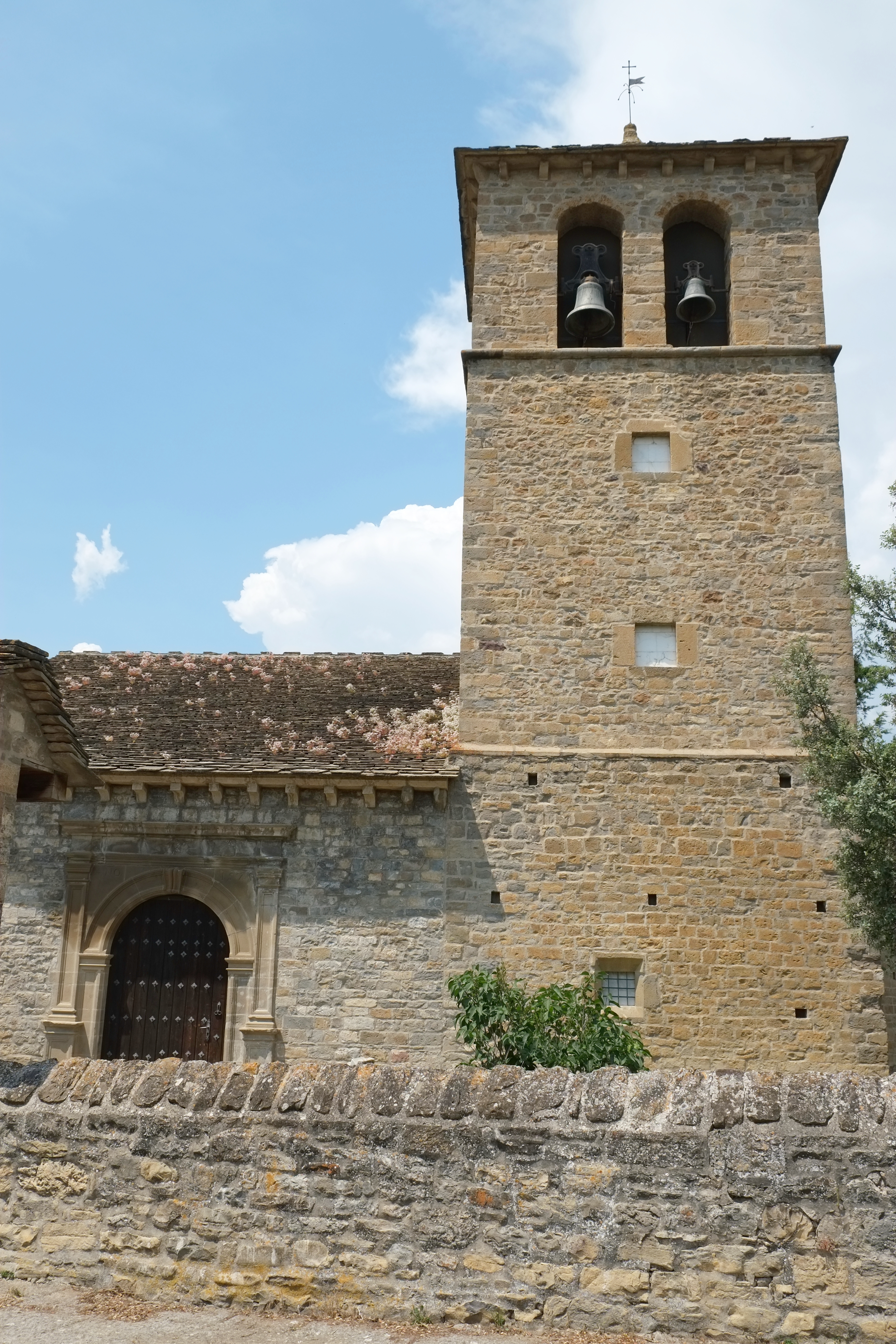
Turm und Südportal

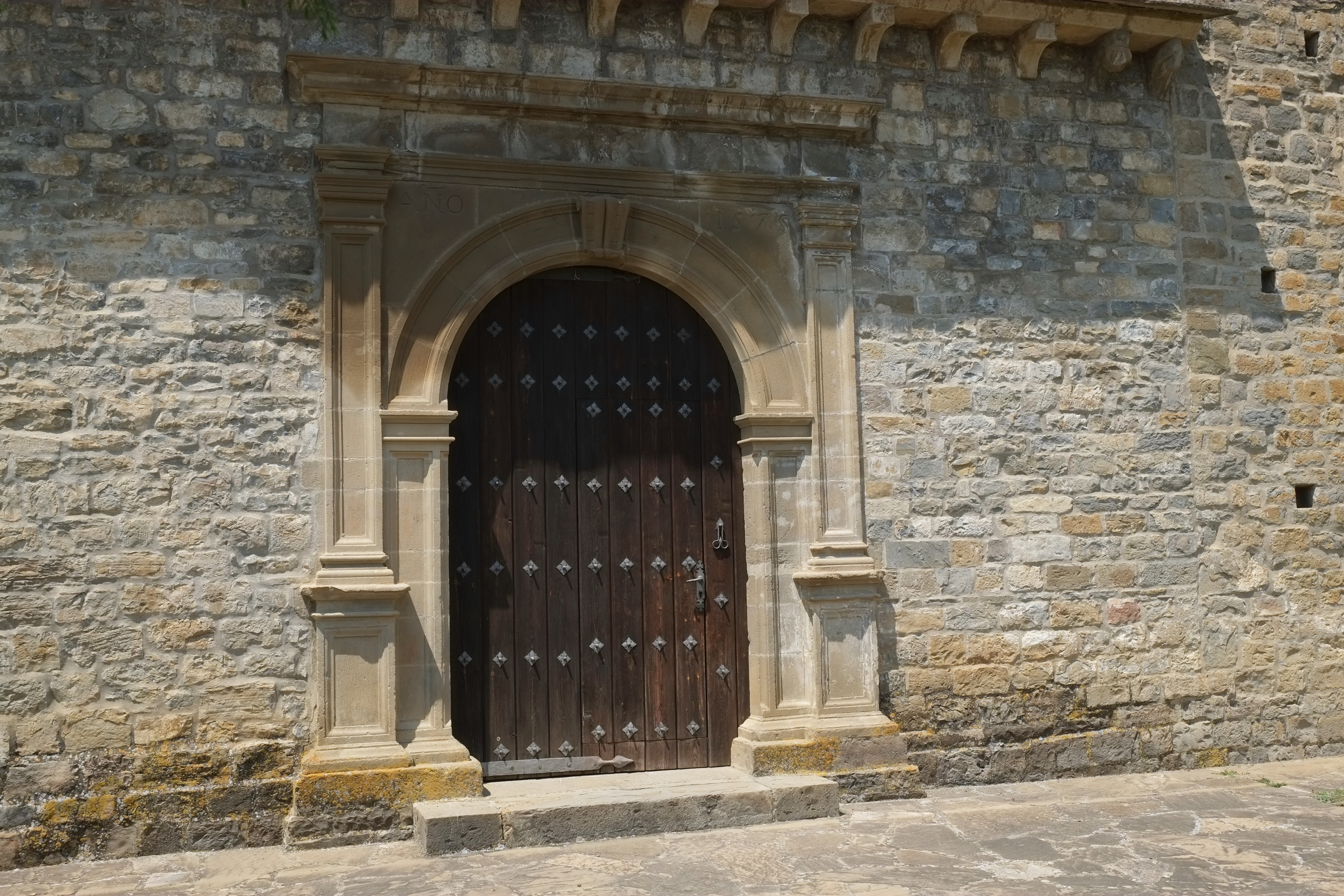
Südportal

Die katholische Pfarrkirche San Andrés in Abay, einem Ortsteil von Jaca (Municipio), dem Hauptort der Jacetania in der Provinz Huesca der spanischen Autonomen Gemeinschaft Aragón, ist eine romanische Kirche aus dem 12. Jahrhundert, die im 16. Jahrhundert im Stil der Renaissance erweitert wurde. Die Kirche, die dem Apostel Andreas geweiht ist, wurde im Jahr 2002 zum Baudenkmal (Bien de Interés Cultural) erklärt.

## Architektur

### Außenbau
Im südlichen Chorwinkel steht der mit einem Pyramidendach gedeckte Turm, dessen unterer Teil noch aus romanischer Zeit stammt. Der obere Teil wurde vermutlich im 17. Jahrhundert aufgebaut. Der Turm ist über einem quadratischen Grundriss errichtet und weist drei Stockwerke auf, die durch Gesimse gegliedert sind. In den unteren Geschossen sind quadratische Öffnungen eingeschnitten, das Glockengeschoss wird von großen, rundbogigen Klangarkaden durchbrochen.
Das Kegeldach der Apsis wird von Kragsteinen unter dem Dachansatz getragen. In der Mitte der schmucklosen Apsis ist ein Rundbogenfenster eingeschnitten.
Die Kirche hat zwei Portale, das Südportal aus der Zeit der Renaissance mit der eingemeißelten Jahreszahl 1575 („AÑO 1575“) und ein Rundbogenportal an der Westfassade. Bei der Renovierung der Kirche in den 1980er Jahren fand man Hinweise auf ein Portal an der Südseite des Hauptschiffs, von dem das Tympanon mit dem Relief eines Kreises und dem Christusmonogramm in der Kirche erhalten ist.

### Innenraum
Der Innenraum des romanischen Kirchenbaus bestand ursprünglich aus einem einschiffigen Langhaus, einem schmalen Chor und einer halbrunden Apsis, an die sich im Süden eine im Erdgeschoss des Turmes eingerichtete Kapelle anschloss. Im 16. Jahrhundert wurde das Langhaus im Norden um ein zweijochiges Seitenschiff mit geradem Schluss im Osten erweitert. Das südliche Seitenschiff wurde an die Kapelle unter dem Turm angefügt. Die Turmkapelle besitzt eine halbrunde Apsis, die außen von den rechteckigen Mauern des Glockenturms umgeben ist.
Das dreijochige Hauptschiff, das ursprünglich eine Holzdecke besaß, wird wie die beiden Seitenschiffe von einer Stichkappentonne gedeckt. Der Chor wird von einer Quertonne überwölbt, die Apsis besitzt wie die Apsis der Turmkapelle eine Kalotte. Im Chor und in der Apsis verläuft am Gewölbeansatz ein profiliertes Gesims.

## Wandmalereien
In der Kirche sind Fragmente von Wandmalereien aus dem 16. Jahrhundert erhalten.

## Ausstattung
- Die Kirche besitzt eine farbig gefasste Schnitzfigur einer Madonna mit Kind, die in das 13. Jahrhundert datiert wird. Die Art der Darstellung wie die Frontalität der Figuren und der Faltenwurf der Gewänder verweisen noch auf die Romanik, während die bewegte Haltung des Jesuskindes, das mit gekreuzten Beinen seitlich auf dem Schoß Marias sitzt, bereits von der Gotik geprägt ist. Die Madonna stammt ursprünglich aus der Ermita de la Asunción.
- Bei der Restaurierung der Kirche in den 1980er Jahren wurden wertvolle Kunstgegenstände wie eine Pyxis und ein Prozessionskreuz wiederentdeckt. Beide werden in die Mitte des 12. Jahrhunderts datiert.
- Die Figur des Apostels Andreas, des Kirchenpatrons, stammt aus dem Barock.